# Brachypnoea lecontei
Brachypnoea lecontei är en skalbaggsart som beskrevs av E. Riley, S. Clark och Seeno 2003. Brachypnoea lecontei ingår i släktet Brachypnoea och familjen bladbaggar. Inga underarter finns listade i Catalogue of Life.